# Leonie Böhm
Leonie Böhm (* 1982 in Stuttgart) ist eine deutsche Theaterregisseurin und Bildende Künstlerin.

## Leben
Leonie Böhm wuchs in Heilbronn auf und ging dort auf eine Waldorfschule. Sie studierte Kunst und Germanistik auf Gymnasiallehramt. Es folgte ein Kunststudium an der Kunsthochschule Kassel, welches sie als Meisterschülerin bei Urs Lüthi 2011 abschloss. Zwischen 2011 und 2016 studierte sie Schauspielregie an der Hochschule für Musik und Theater Hamburg. Während dieses Studiums entstanden die Inszenierungen Bittere Tränen in der Schwankhalle Bremen sowie 2015 Kasimir und Karoline von Ödön von Horváth, welche später vom Schauspielhaus Zürich übernommen wurde. Beide Regiearbeiten wurden zu zahlreichen Gastspielen eingeladen, etwa ins Nachtasyl am Thalia Theater Hamburg, zum OUTNOW! Festival und zur Young Artists Week Salzburg.
Seither ist sie als freie Regisseurin tätig. Ihre Arbeit Nathan die Weise nach Gotthold Ephraim Lessing, welche sie 2016 am Thalia Theater Hamburg auf die Bühne brachte, wurde ein Jahr später zum Theaterfestival für junge Regisseure Radikal jung am Münchner Volkstheater eingeladen. 2019 folgte eine weitere Einladung mir Yung Faust nach Johann Wolfgang von Goethe, welche zuvor an den Münchner Kammerspielen Premiere feierte. 2021 erhielt ihre Inszenierung Medea* (Schauspielhaus Zürich) eine Einladung zum Berliner Theatertreffen.
Böhm arbeitete über die Zeit an vielen deutschsprachigen Bühnen, etwa dem Theater Bremen, Theater Konstanz, Maxim-Gorki-Theater Berlin und dem Theater Basel.
Seit 2024 hat Böhm eine Professur für Regie an der HfMDK.
Böhm ist Mutter zweier Kinder.

## Inszenierungen (Auswahl)
- 2014: Bittere Tränen, Schwankhalle Bremen[15]
- 2015: Kasimir und Karoline von Ödön von Horváth, Hochschule für Musik und Theater Hamburg
- 2016: Nathan die Weise nach Gotthold Ephraim Lessing, Thalia Theater Hamburg[16]
- 2016: Unterwerfung nach Michel Houellebecq, Theater Bremen[10]
- 2017: Penthesilea von Heinrich von Kleist, Theater Konstanz[11]
- 2018: Effi Briest (27) nach Theodor Fontane, Theater Bremen[17]
- 2018: 1968 – Eine Besetzung der Kammerspiele von Leonie Böhm, Gintersdorfer/Klaßen, Anna-Sophie Mahler, Wojtek Klemm, Alberto Villareal, „Henrike Iglesias“ und dem „Collectif Catastrophe“, Münchner Kammerspiele[18][19]
- 2018: Die Leiden der Jungen (Werther) nach Johann Wolfgang von Goethe, Theater Oberhausen[20]
- 2018: Kaspar nach Peter Handke, Thalia Theater Hamburg[21]
- 2019: Yung Faust nach Faust. Eine Tragödie von Johann Wolfgang von Goethe, Münchner Kammerspiele[22][23]
- 2019: Fuck Identity - Love Romeo nach William Shakespeare, Theater Bremen[24][25]
- 2019 Kasimir und Karoline von Ödön von Horváth, Schauspielhaus Zürich[26]
- 2019: Die Räuberinnen nach Friedrich Schiller, Münchner Kammerspiele[27][28]
- 2020: Leonce und Leonce nach Leonce und Lena von Georg Büchner, Schauspielhaus Zürich[29][30]
- 2020: Medea* nach Euripides, Schauspielhaus Zürich[31][32]
- 2021: Schwestern nach Anton Tschechow, Schauspielhaus Zürich[33]
- 2021: NOORRRRAAAAAAAA nach Henrik Ibsen, Maxim-Gorki-Theater Berlin[34][12]
- 2022: König Teiresias nach König Ödipus von Sophokles, Theater Basel[13]
- 2024: Blutstück nach dem Roman Blutbuch von Kim de l’Horizon, Schauspielhaus Zürich, Uraufführung: 22. Februar 2024[35]
- 2025: Fräulein Else nach Arthur Schnitzler, Volkstheater (Wien)